# Eclipse Fútbol Club
La Sociedad Deportiva Eclipse Foot-Ball Club fue un equipo de fútbol de Santander (Cantabria, España). Jugaba en el Campeonato Regional de Cantabria. Fue fundado en 1920 y desapareció en 1935.

## Historia
El club, que fue fundado en 1920 por trabajadores de la Societé General des Cirages Françaises et Forges d'Hennebon, fábrica de betún ubicada en Puertochico y de capital francés, tomó el nombre de la crema para calzado Eclipse, fabricada por dicha empresa. Jugaba como local en el campo de Los Arenales, situado en lo que hoy es el barrio de Castilla-Hermida. Su sede estaba en el bar Sol (calle Libertad) de la capital cántabra.
En 1922 fue uno de los clubes fundadores del desaparecido Campeonato Regional de Cantabria, militando en la Serie B y siendo descalificado por incomparecencia a un solo partido. En 1923 debió de volver a jugar en la Serie B, de la que se proclamó campeón un año más tarde, logrando el ascenso a la Serie A. En Los Arenales no perdió ningún partido, empatando solamente cuatro encuentros.
En 1925 termina en la Serie A del Campeonato Regional con un sexto puesto, tan solo por delante de la Cultural de Guarnizo. En la temporada posterior finaliza quinto. Al año siguiente (1927) vuelve a acabar sexto, por delante del Barreda Sport. Para 1928 cambia el formato de la competición, dividiéndose los participantes en dos grupos (pueblos y capital); el Eclipse termina segundo en el grupo capitalino, por detrás del Racing de Santander, cayendo a continuación en las semifinales contra la Gimnástica de Torrelavega. En 1929 se reduce la Primera Categoría a cuatro equipos, finalizando tercero el Eclipse; esto le lleva a jugar la promoción de permanencia contra el Barreda, al que gana. En 1930 vuelve a quedar como tercer clasificado, por detrás de Racing y Gimnástica. Sin embargo la temporada siguiente (1931), con la desaparición momentánea del club de Torrelavega, el Eclipse queda subcampeón, por detrás del Racing.
El equipo llegó a disputar los dieciseisavos del Campeonato de España (la actual Copa del Rey) en 1931, enfrentándose al Real Madrid. El partido disputado en Los Arenales el 3 de mayo de ese año acabó con victoria de 2-5 para los visitantes y dos goles de Carral ante el famoso portero madridista, Zamora.
Para la campaña de 1932 se unifican los campeonatos de Asturias y Cantabria. El Eclipse queda último en la clasificación (sexto). Para 1933 se vuelven a separar los campeonatos asturiano y cántabro; el Eclipse es tercero, por detrás del Racing y el interino Deportivo Torrelavega (la Gimnástica actual). Para 1934 se vuelve a un campeonato totalmente cántabro, y el Eclipse acaba quinto y colista. La siguiente campaña tampoco fue positiva.
Para 1936, el Eclipse ya no compitió, ni volvería después de la Guerra Civil.

## Equipación
Los colores del club fueron camiseta y pantalón azules con detalles blancos y amarillos. El escudo llevaba los mismos colores.

## Palmarés
- Campeón del Campeonato Regional en la Serie B (1924)
- Subcampeón del Campeonato Regional en la Serie A (1931)